# Forano
Forano és una localitat italiana situada a la província de Rieti, a la regió de Laci. L'any 2009 tenia 3.021 habitants.
Des de l'any 1999 està agermanada amb la ciutat romanesa de Iaşi.